# التعليم في صربيا
التعليم في صربيا مقسم لأربعة مراحل: مرحلة ما قبل المدرسة (بالصربية: predškolsko)، المرحلة الأساسية (بالصربية osnovna škola)، المرحلة الثانوية (بالصربية srednja škola)، ومرحلة التعليم العالي (بالصربية visoko obrazovanje). قطاع التعليم مسير من طرف وزارة التربية والعلوم الصربية.
أنفقت صربيا 0.9% من الناتج المحلي الإجمالي على البحث العلمي في عام 2017، وهو أقل بقليل من المتوسط الأوروبي. حلّت صربيا في المرتبة 53 في مؤشر الابتكار العالمي في عام 2023، بعد أن كانت في المركز 57 في عام 2019، وما لبثت أن تقدّمت إلى المركز 52 في مؤشر عام 2024.

## تاريخ التعليم
أسست أولى المدارس خلال القرن الـ11 و12 وكانت تابعة لأديرة الرهبة الكاثوليك في تيتال وباتش في مقاطعة فويفودينا، والتي كانت آنذاك جزءا من مملكة المجر. أديرة الرهبة الأرثوذكس احتوت كذلك على مدارس تابعة لها.
عقب سقوط الدولة الصربية من العصور الوسطى، أسست مدارس جديدة والتي كانت سلافية أو لاتينية. في عام 1778 أسست أول مدرسة ابتدائية صربية في سومبور. في عام 1791، أسست ثانوية (أو جيمنازيوم) كالوفتسي، الأقدم من نوعها في صربيا.
أسست مدرسة بلغراد العليا في عام 1808 خلال الانتفاضة الصربية الأولى. في عام 1838 أسست ثانوية إمارة صربيا في كراغوييفاتس، والتي نقلت لبلغراد في عام 1841، ثم دمجت مع مدرسة بلغراد العليا في عام 1863. ضمت المدرسة ثلاث كليات: الفلسفة، الهندسة، والقانون، وأصبحت لاحقا جامعة بلغراد في عام 1905.
أسست مزيد من الجامعات عقب الحرب العالمية الثانية، مثل جامعة نوفي ساد في عام 1960، جامعة نيش في عام 1965، جامعة بريستينا في عام 1969، جامعة الجبل الأسود في عام 1974، وجامعة كراجويفاتش في عام 1976. من بين الجامعات المؤسسة حديثا جامعة نوفي بازار في عام 2006.

## النظام التعليمي القديم (قبل 2005)

### نظرة عامة
قبل 2005، تبنت صربيا النظام التعليمي الموروث من يوغوسلافيا الاشتراكية. تعليم ما قبل المدرسة (الحضانة أو الروضة) كان اختياريا، في حين أن التعليم الابتدائي والثانوي كانا مجموعين في طور واحد إلزامي.
في العام الدراسي 2005-2006 تم استبدال شهادة التعليم العالي visokog obrazovanja بشهادة الماستر، في حين أن شهادة الماجيستير القديمة أصبحت معادلة لعامين من دراسة الدكتوراه (مع عام دراسي إضافي ضروري لاتمام شهادة الدكتوراه). تم كذلك إلغاء الطور الرابع من التعليم، ودمجه بالطور الثالث.

### المؤهلات المهنية
كان التلاميذ يرتبون حسب التسلسل الآتي: المتخرجون بشهادة ابتدائية يعدون غير مؤهلين مهنيا (بالصربية nekvalifikovani radnik)، المتخرجون بشهادة الجيمنازيوم يعدون شبه مؤهلين مهنيا (بالصربية polukvalifikovani radnik)، المتخرجون بشهادة ثانوية يعدون مؤهلين ثانويا مهنيا (بالصربية srednja stručna sprema)، المتخرجون بشهادة من الكلية يعدون مؤهلين أكثر مهنيا (بالصربية viša stručna sprema)، والمتخرجون بشهادة من الجامعة يعدون مؤهلين عالين مهنيا (بالصربية visoka stručna sprema).

### مؤهلات الاحتراف
إضافة للمؤهلات المهنية التي تشير إلى قدرة الأشخاص على العمل، توجب مؤهلات الاحتراف (بالصربية stepen stručne spreme) على النحو الآتي:
- الرتبة الأولى: أربع سنوات من التعليم الابتدائي
- الرتبة الثانية: ثماني سنوات من التعليم الابتدائي
- الرتبة الثالث: ثلاث سنوات دراسة في مدرسة مهنية متخصصة، 11 سنة إجمالا.
- الرتبة الرابعة: أربعة سنوات دراسة في مدرسة مهنية متخصصة، 12 سنة إجمالا.
- الرتبة الخامسة: مشابهة للرتبة الرابعة، إلا أن الحصول عليها يتطلب إجراء امتحانات إضافية.
- الرتبة السادسة: ثلاث سنوات دراسة في الكلية، 15 سنة إجمالا.
- الرتبة السابعة الأولى: أربع إلى خمس سنوات دراسة في الجامعة، 16-17 سنة إجمالا.
- الرتبة السابعة الثانية: عامين من دراسة الماجستير، 19 سنة إجمالا.
- الرتبة الثامنة: شهادة الدكتوراه، 20 سنة إجمالا.

## التعليم الإلزامي

### تنظيم المدارس
يوزع التلاميذ على أقسام من خمس تلاميذ على الأقل في دور الحضانة و15 تلميذ على الأقل في المدارس الابتدائية والثانوية.
يتكون قسم في المدرسة الثانوية عادة من 15-30 تلميذا. توزيع التلاميذ يتم بشكل عشوائي أسابيع قبل الدخول المدرسي، ويبقى نفسه طيلة ثماني سنوات ما عدا بعض الاستثناءات. أغلب المدارس الابتدائية تحتوي على مجالس التلاميذ (بالصربية đački savet/parlament). تقوم هته المجالس باقتراح النشاطات والتعديلات وكذلك إبداء الرأي حول مواضيع معينة ومديرو المدارس. تحتوي بعض المدارس كذلك على فريق الأقران (بالصربية vršnjački tim) والتي تعنى بحل مشاكل التلاميذ، مثلا مساعدة التلاميذ ذوو التحصيل الضعيف أو التلاميذ الذين يعانون مشاكل في الإندماج. في المدارس التي لا تحتوي على فريق الأقران، يتولى مختص في علم النفس حل هته المشاكل.
ينظم الأولياء في مجالس أولياء التلاميذ (بالصربية savet roditelja) والذي يقوم باقتراح الرحلات المدرسية، مراقبة الشؤون المالية الخاصة بالتلاميذ، ونقاش الأحداث التي تجري في المدرسة. يحل مجلس أولياء التلاميذ محل مجلس التلاميذ في المدارس التي لا تحتوي على مجلس التلاميذ.

### الأطوار الدراسية
| الطور      | السنة          | العمر | النوع                                      |
| ---------- | -------------- | ----- | ------------------------------------------ |
| الحضانة    | ما قبل المدرسة | 6-5   |                                            |
| الابتدائية | الصف الأول     | 7-6   | الصفوف الدنيا للمرحلة الابتدائية           |
| الابتدائية | الصف الثاني    | 8-7   | الصفوف الدنيا للمرحلة الابتدائية           |
| الابتدائية | الصف الثالث    | 9-8   | الصفوف الدنيا للمرحلة الابتدائية           |
| الابتدائية | الصف الرابع    | 10-9  | الصفوف الدنيا للمرحلة الابتدائية           |
| الابتدائية | الصف الخامس    | 11-10 | الصفوف العليا للمرحلة الاتبدائية           |
| الابتدائية | الصف السادس    | 12-11 | الصفوف العليا للمرحلة الاتبدائية           |
| الابتدائية | الصف السابع    | 13-12 | الصفوف العليا للمرحلة الاتبدائية           |
| الابتدائية | الصف الثامن    | 14-13 | الصفوف العليا للمرحلة الاتبدائية           |
| الثانوية   | السنة الأولى   | 15-14 | الجيمنازيم أو أربع سنوات من التعليم المهني |
| الثانوية   | السنة الثانية  | 16-15 | الجيمنازيم أو أربع سنوات من التعليم المهني |
| الثانوية   | السنة الثالثة  | 17-16 | الجيمنازيم أو أربع سنوات من التعليم المهني |
| الثانوية   | السنة الرابعة  | 18-17 | الجيمنازيم أو أربع سنوات من التعليم المهني |

### التعليم ما قبل المدرسي
انطلاقا من العام الدراسي 2006–2007، على الأقل ستة أشهر من التعليم ما قبل المدرسي (الحضانة أو الروضة) إلزامية قبل دخول المدرسة الابتدائية، عادة في سنة الخامسة أو السادسة. الهدف من هذا هو تعويد الطفل على النظام التعليمي. الحجم الساعي للتعليم ما قبل المدرسي هو أربع ساعات يوميا على الأقل.

### التعليم الابتدائي
يلتحق الأطفال بالمدرسة الابتدائية عادة في سن السابعة، لكن بإمكان التلاميذ الالتحاق سنة مبكرا إذا كانوا مولدين قبل مارس/آذار من العام الذي ولد فيه باقي زملائهم في القسم.
يقسم الطور الابتدائي إلى مرحلتين: الدنيا من الصف الأول للصف الرابع، والعليا من الصف الخامس للصف الثامن.
يوزع التلاميذ في المرحلة الدنيا على الأقسام بشكل عشوائي، ولكل قسم معلم يتولى تدريس كل المواد طيلة أربع سنوات، باستثناء مواد اللغة الإنجليزية، التربية البدنية، والتربية المدنية والدينية والتي لها معلم خاص بها. في المرحلة العليا، يصبح لكل مادة معلم خاص بها.
المواد المدرسة في الطور الابتدائي على النحو الآتي:
| المادة                                                                  | الصف الأول | الصف الثاني | الصف الثالث | الصف الرابع | الصف الخامس | الصف السادس | الصف السابع | الصف الثامن |
| ----------------------------------------------------------------------- | ---------- | ----------- | ----------- | ----------- | ----------- | ----------- | ----------- | ----------- |
| اللغة الأم (الصربية، المجرية، أو الألبانية)                             | نعم        | نعم         | نعم         | نعم         | نعم         | نعم         | نعم         | نعم         |
| الرياضيات                                                               | نعم        | نعم         | نعم         | نعم         | نعم         | نعم         | نعم         | نعم         |
| الصربية كلغة ثانية                                                      | نعم        | نعم         | نعم         | نعم         | نعم         | نعم         | نعم         | نعم         |
| اللغة الإنجليزية                                                        | نعم        | نعم         | نعم         | نعم         | نعم         | نعم         | نعم         | نعم         |
| الفنون الجميلة                                                          | نعم        | نعم         | نعم         | نعم         | نعم         | نعم         | نعم         | نعم         |
| الموسيقى                                                                | نعم        | نعم         | نعم         | نعم         | نعم         | نعم         | نعم         | نعم         |
| التربية البدنية                                                         | نعم        | نعم         | نعم         | نعم         | نعم         | نعم         | نعم         | نعم         |
| مادة إضافية إلزامية (التربية الدينية أو المدنية)                        | نعم        | نعم         | نعم         | نعم         | نعم         | نعم         | نعم         | نعم         |
| العالم حولنا                                                            | نعم        | نعم         |             |             |             |             |             |             |
| لغة أجنبية (عادة الألمانية، الفرنسية، الإسبانية، الإيطالية، أو الروسية) |            |             |             |             | نعم         | نعم         | نعم         | نعم         |
| التاريخ                                                                 |            |             |             |             | نعم         | نعم         | نعم         | نعم         |
| الجغرافيا                                                               |            |             |             |             | نعم         | نعم         | نعم         | نعم         |
| علم الأحياء                                                             |            |             |             |             | نعم         | نعم         | نعم         | نعم         |
| الفيزياء                                                                |            |             |             |             |             | نعم         | نعم         | نعم         |
| الكيمياء                                                                |            |             |             |             |             |             | نعم         | نعم         |
| تقانة المعلومات                                                         |            |             |             |             | نعم         | نعم         | نعم         | نعم         |
| العلوم التقنية                                                          |            |             |             |             | نعم         | نعم         | نعم         | نعم         |
| الخط اليدوي (مادة اختيارية)                                             | نعم        |             |             |             |             |             |             |             |
| التقاليد الوطنية (مادة اختيارية)                                        |            |             |             | نعم         |             |             |             |             |
| علم البيئة (مادة اختيارية)                                              | نعم        | نعم         | نعم         | نعم         |             |             |             |             |

بعد التخرج من المدرسة الابتدائية، يحق للتلاميذ الاختيار بين مواصلة الدراسة أو عدمها. تخطط وزارة التربية لجعل التعليم الثانوي إجباريا بحلول 2020.
تدوم السنة الدراسة لمدة تسعة أشهر ونصف، باستثناء الصفوف الثالث، الرابع، والثامن أين تدون تسعة أشهر. تبدأ السنة الدراسة في أول يوم إثنين من شهر سبتمبر/أيلول وتنتهي في نصف شهر يونيو/حزيران. بالنسبة للصفوف التي تدوم الدراسة فيها تسعة أشهر، تنتهي السنة الدراسية مع دخول يونيو/حزيران. تقسم السنة الدراسة لسداسيين، ويقسم كل سداسي لربعين.
يتمتع التلاميذ بستة عطل في العام: في نوفمبر/تشرين الثاني لمدة يومين، في يناير/كانون الأول لمدة عشرة أيام، في فبراير/شباط لمدة يومين وعطلة أخرى لمدة أسبوعين، في أبريل/نيسان لمدة عشرة أيام، في مايو/أيار لمدة يومين.
عطلة الصيف قد تدوم لشهرين ونصف أو ثلاث أشهر. تقريبا، يدرس التلاميذ 85 يوما في السداسي الأول و95 يوما في السداسي الثاني، وإجمالا 180 يوما في العام.
يوجد سباقين للعدو خلال السنة الدراسية، الأول في سبتمبر/أيلول والثاني في مايو/أيار. في بعض المدارس، تجرى منافسات رياضية إضافية مثل كرة اليد، كرة السلة، كرة القدم، الجمباز، والجيدو.

### التعليم الثانوي

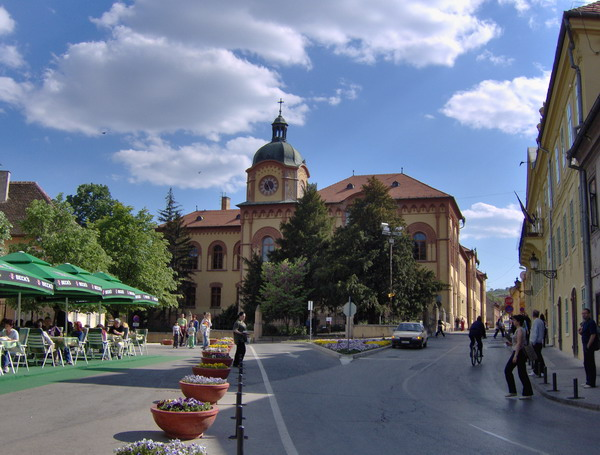
ثانوية في صربيا.

التعليم الثانوي متوفر في ثلاث أنواع من المؤسسات: الجيمنازيوم، التعليم المهني، ومدارس الحرف. بعد انتهاء المرحلة الابتدائية، يجتاز التلاميذ امتحان يدعى بـmaturare أو الماتورا. يغطي الامتحان المواد المدرسة في المرحلة الابتدائية. ينقط الامتحان على 40، ويأخذ كذلك بعين الاعتبار معدل العلامات من الصف الخامس للصف الثامن والتي تنقط على 60، ومعا العلامة الكلية تنقط على 100. بعدها، يقوم التلاميذ بإعداد قائمة بالمدارس الثانوية التي يرغبون بالالتحاق بها، ويوجهون على حسب معدلهم والمقاعد المتوفرة في الثانوية. إذا لم يوجه التلميذ إلى أي من اخياراته، فيجب عليه إعداد قائمة ثانية قبل تاريخ محدد.
بعض المدارس الثانوية المتخصصة في الموسيقى ورقص الباليه تركز بشكل أكبر على مهارات التلميذ عوض التحصيل الأكاديمي.

#### الجيمنازيوم
مسار الجيمنازيوم (بالصربية gimnazija) تقدم برنامجا يدوم أربع سنوات، وتنتهي بشهادة التعليم الثانوي. ينصح التلاميذ بمواصلة دراستهم بعد التخرج من الثانوية، لأنه من الصعب جدا إيجاد عمل بشهادة التعليم الثانوي فقط. هناك أربع مناهج دراسية: المنهاج العام، منهاج الرياضيات والعلوم، منهاج العلوم الإنسانية واللسانيات، ومنهاج التكنولوجيا ثنائي اللغة. يحق للتلاميذ اختيار منهاج واحد فقط، ولا يغيرونه لغاية التخرج. كل منهاج لديه مواد وجدول زمني خاص به، مثلا في منهاج العلوم الإنسانية واللسانيات تدرس مادة الإنجليزية خمس مرات في الأسبوع، أما في منهاج الرياضيات والعلوم فتدرس مرتين في الأسبوع.
مثال عن الدروس المقدمة أسبوعيا في منهاج العلوم الإنسانية واللسانيات (مدة الدرس الواحد 45 دقيقة):
|                                                 | العلوم الإنسانية واللسانيات | العلوم الإنسانية واللسانيات | العلوم الإنسانية واللسانيات | العلوم الإنسانية واللسانيات |
| المادة                                          | السنة الأولى                | السنة الثانية               | السنة الثالثة               | السنة الرابعة               |
| ----------------------------------------------- | --------------------------- | --------------------------- | --------------------------- | --------------------------- |
| اللغة والأدب الصربي                             | أربع حصص                    | أربع حصص                    | خمس خصص                     | خمس خصص                     |
| اللغة الإنجليزية                                | حصتين                       | ثلاث حصص                    | خمس خصص                     | أربع حصص                    |
| اللغة الأجنبية الثانية                          | حصتين                       | حصتين                       | حصتين                       | حصتين                       |
| اللغة اللاتينية                                 | حصتين                       | حصتين                       |                             |                             |
| علم النفس                                       |                             | حصتين                       |                             |                             |
| الدستور والحقوق المدنية                         |                             |                             |                             | حصة واحدة                   |
| علم الاجتماع                                    |                             |                             |                             | ثلاث حصص                    |
| الفلسفة                                         |                             |                             | حصتين                       | ثلاث حصص                    |
| التاريخ                                         | حصتين                       | حصتين                       | ثلاث حصص                    | ثلاث حصص                    |
| الجغرافيا                                       | حصتين                       | حصتين                       | حصتين                       |                             |
| علم الأحياء                                     | حصتين                       | حصتين                       | حصتين                       |                             |
| الرياضيات                                       | أربع حصص                    | ثلاث حصص                    | حصتين                       | حصتين                       |
| الفيزياء                                        | حصتين                       | حصتين                       | حصتين                       | حصتين                       |
| الكيمياء                                        | حصتين                       | حصتين                       |                             |                             |
| علم الحاسوب وتقانة المعلومات                    | حصتين                       | حصتين                       | حصة واحدة                   | حصة واحدة                   |
| الموسيقى                                        | حصة واحدة                   | حصة واحدة                   | حصة واحدة                   | حصة واحدة                   |
| الفنون الجميلة                                  | حصة واحدة                   | حصة واحدة                   | حصة واحدة                   | حصة واحدة                   |
| التربية البدنية                                 | حصتين                       | حصتين                       | حصتين                       | حصتين                       |
| مادة إضافة إلزامية (التربية المدنية أو الدينية) | حصة واحدة                   | حصة واحدة                   | حصة واحدة                   | حصة واحدة                   |

#### مدارس التكوين المهني
مدارس مسار التكوين المهني (بالصربية stručna škola) تختص في تكوين التلاميذ في مجال معين بهدف الحصول على شهادة مهنية، ويدوم التكوين لمدة أربع أو ثلاث سنوات. يشمل التكوين المهني عدة مجالات، مثل الاقتصاد، الرسوميات، التكنولوجيا، وغيرها. إضافة لذلك تدرس المواد العامة في المدارس المهنية، وعددها يتراوح بين عشر وأربعة عشر مادة، مثل اللغة الصربية، الرياضيات، الجغرافيا، اللغات الأجنبية، وغيرها. هناك بعض المواد المختصة بالتكوين، مثل مادة النظافة تدرس فقط للمتدربين على شهادة ممرض مساعد.
التكوين الذي تدوم مدته ثلاث سنوات يختص بالحرف، ولا يمكن لمتخرجيه الالتحاق بالجامعة إلا إذا قاموا بطلب تحويل للتكوين الذي يدوم أربع سنوات.

### حياة التلاميذ
نظام التقييم المستخدم هو سلم من واحد إلى خمسة، حيث علامة واحد هي الأسوء وعلامة خمسة هي الأفضل: علامة واحد تعني غير كافي وهي علامة الرسوب، علامة إثنين تعني كافي، علامة ثلاثة تعني جيد، علامة أربعة تعني جيد جدا، علامة خمسة تعني ممتاز. نفس نظام التقييم يستخدم في كلا الطورين الإبتدائي والثانوي.
كل المواد، بإستثناء مادة التربية البدنية، لها كتب خاصة بها، لكن لا يلزم التلاميذ بإقتناء كل الكتب المدرسية. بدءا من العام الدراسي 2009–2010، يحصل كل تلاميذ الصف الأول على كتب مجانية، شرط أن يعيدوها في آخر السنة في حالة حيث يمكن استعمالهم مرة أخرى.
يخضع الأجانب وعديمو الجنسية لنفس قواعد التعليم للمواطنين الصرب. الإختلاف الوحيد هو أنه في حال كان المعني لا يتحدث اللغة الصربية، تقدم له دروس مجانية في اللغة الصربية قبل دخول المدرسة. يمكن لبعض التلاميذ من الدول الأوروبية الأخرى تلقى الدروس بلغتهم الأم، وقد يكون هذا مجانا أو مقابل رسوم تعليمية.
يجب على كل التلاميذ تقديم تقرير طبي قبل الإنتقال للصف الموالي. يشترط تقرير طبيب نفسي في الطور الإبتدائي. تجرى حملات التطعيم الإجبارية، الفحص الطبي، وفحص طبيب الأسنان بشكل دوري ومجاني في المدارس.
تشتمل المدارس الإبتدائية على مقاصف أين يمكن للتلاميذ الحصول على وجبات رخيصة الثمن.
الرحلات المدرسية عادة ما تكون ليوم واحد أو يومين، والوجهات قد تكون داخل صربيا أو لمناطق أخرى في أوروبا.
يحظى التلاميذ ذوو التحصيل الضعيف على دروس دعم إضافية.

## التعليم العالي

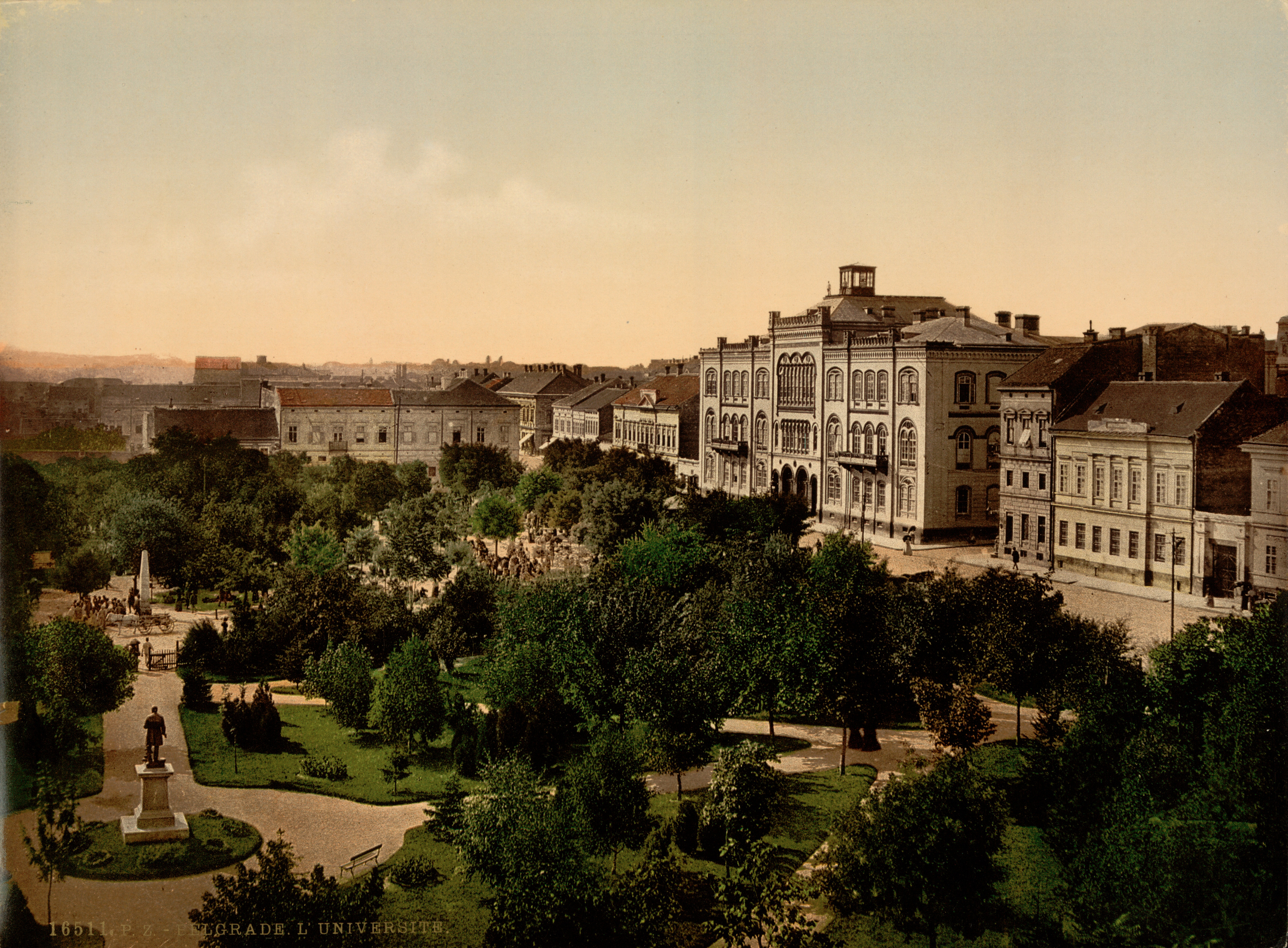
مبنى جامعة بلغراد في أواخر القرن الـ19.

يبدأ العام الدراسي في الأول من سبتمبر وينتهي في الحادي والثلاثين من مايو وينقسم إلى فصلين دراسيين. هناك ست مجموعات امتحانات منتظمة في كل عام دراسي والعديد من المجموعات غير النظامية التي تختلف من كلية أو جامعة.
تقبل مؤسسات التعليم العالي الطلاب بناءً على درجاتهم في المدرسة الثانوية ونتائج امتحانات القبول.
- مدة الدراسة في الكلية أو "المدرسة العليا" (viša škola) هي 3 سنوات. في صربيا تتوافق مع الجامعات المهنية. بعد التخرج من الكلية ينال الطلاب درجة البكالوريوس في العلوم التطبيقية أو ما يعادلها.
- مدة الدراسة في كليات الجامعات وأكاديميات الفنون هي 4 سنوات حتى البكالوريوس، 5 سنوات حتى الماجستير و8 سنوات حتى الدكتوراه. الاستثناء الوحيد هو كليات الطب التي تستمر الدراسة فيها لمدة 6 سنوات حتى ينال الطالب درجة دكتور في الطب.[15][16]

في صربيا 17 جامعة، 8 منها عامة و9 خاصة و 63 كلية للعلوم التطبيقية منها 47 عامة و17 خاصة، و8 كليات للدراسات الأكاديمية منها 3 عامة و 5 خاصة.
يدرس المواطنين الصرب في الجامعات العامة مجانًا، في حين أن الرسوم الدراسية منخفضة للطلاب الأجانب. تختلف تكاليف التعليم في المدارس الخاصة.